# Claudio Magris

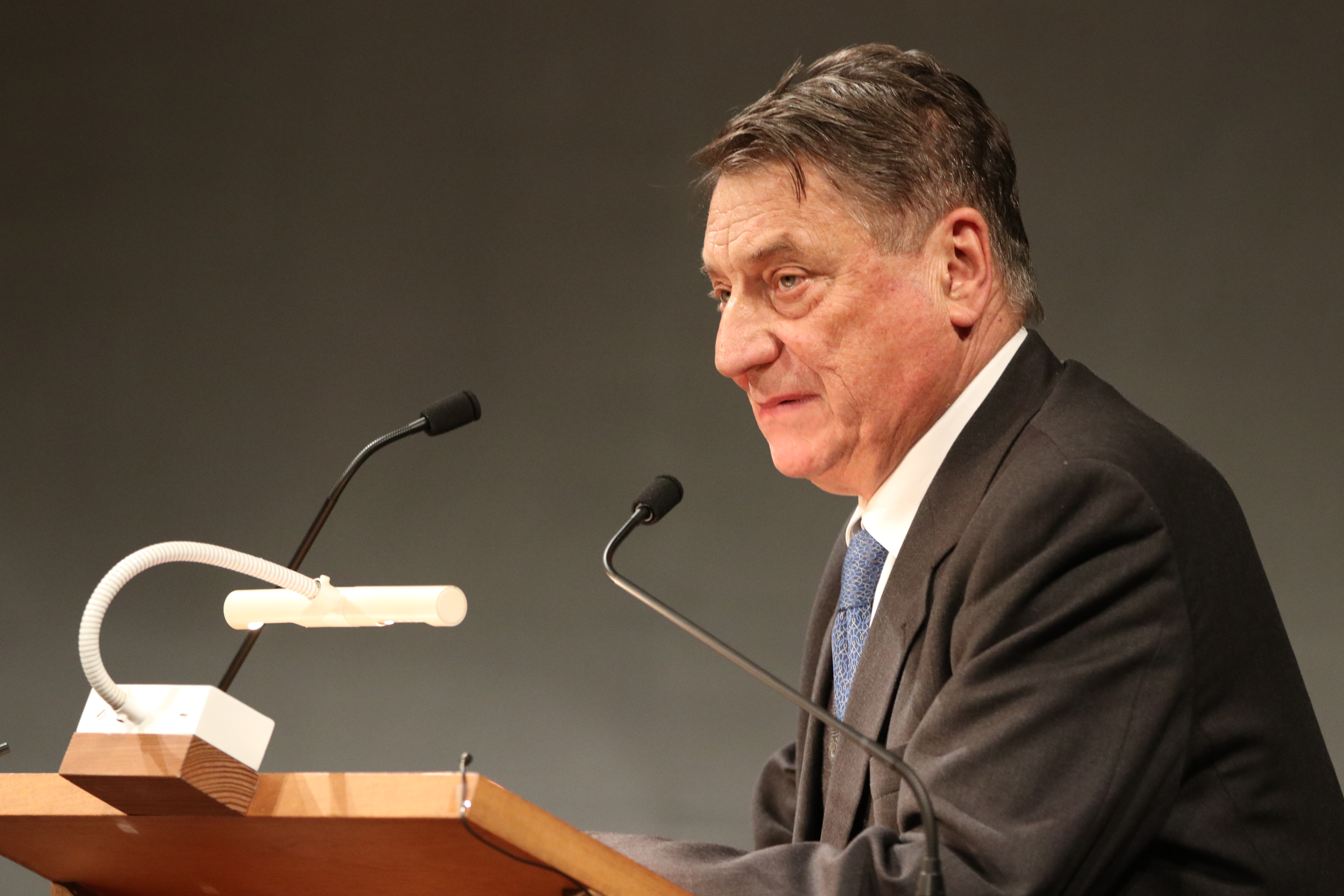
Claudio Magris 2019

Claudio Magris (* 10. April 1939 in Triest) ist ein italienischer Schriftsteller, Germanist und Übersetzer. Von 1978 bis zu seiner Emeritierung 2006 war er Professor für moderne deutschsprachige Literatur an der Universität Triest. Für Peter von Matt zählt er "zu den wenigen Literaturwissenschaftlern, die schon mit ihrer Dissertation zur Legende wurden."

## Leben und Werk
Claudio Magris studierte an den Universitäten Turin und Freiburg im Breisgau Germanistik. Er ist Essayist und Kolumnist für die italienische Tageszeitung Corriere della Sera und andere europäische Zeitungen. Durch seine zahlreichen Studien zur mitteleuropäischen Kultur gilt er als deren größter Förderer in Italien.
Claudio Magris lebt in Triest und spricht seinen fast als eigene Sprache bezeichneten Triestiner Dialekt. Das bekannte Retro-Kaffeehaus Caffè San Marco dort, eröffnet am 3. Januar 1914 vom Istrianer Marco Lovrinovich mit seiner erhaltenen, der Republik Venedig verbundenen Atmosphäre, gilt als sein Wohn- und Arbeitszimmer. Und auf seinem dortigen Stammtisch verfasst er seine zahlreichen, auch vom bunten Publikum der Triestiner Kaffeehäuser beeinflussten Essays und Romane.
Magris veröffentlichte als Triestiner Jung-Germanist mit 24 Jahren seine auf Italienisch geschriebene Doktorarbeit (auf Deutsch 1966: Der habsburgische Mythos in der österreichischen Literatur). Diese enthält die bis heute wichtigste und einflussreichste Theorie, die bislang zur modernen österreichischen Literatur entwickelt wurde. Den „habsburgischen Mythos“ konstituieren nach Magris grundsätzlich drei Elemente: Als ersten Teil sieht er die religiös aufgeladene Vorstellung eines im Zeichen einer höheren Idee gegründeten Reiches mit der Überlebenstaktik des defensiven Hinausschiebens und Sichtotlaufenlassens des Konfliktes („Das Fortwursteln, um einen Vielvölkerstaat zusammenzuhalten“). Das weitere Element bezeichnet die positive bürokratische Mentalität und Qualität der Monarchie. Magris greift dabei auf Hugo von Hofmannsthal, Robert Musil und Franz Werfel beziehungsweise auf das Leitmotiv des „theresianischen Menschen“ zurück und sieht die Donaumonarchie von einer „wenig fühlbaren, alle Spitzen vorsichtig beschneidenden Bürokratie“ verwaltet und bezeichnet als dessen verkörperte unbestechliche Dienstpragmatik den „Workaholic“ Kaiser Franz Joseph. Als drittes Grundmotiv ortet Magris den Hedonismus der habsburgischen Untertanen zwischen Oper, Theater, Tanzsälen, Wirts- und Kaffeehäusern mit der musikalischen Grundstimmung der Fledermaus. Der Habsburg-Diagnostiker Magris hat mit dem u. a. Grillparzer, Hofmannsthal, Musil, Bernhard, Werfel, Zweig, Roth, Bachmann oder auch die Menasses beeinflussenden „Mythos“ der österreichischen Literatur ein Eigenrecht (weg vom alpenländisch-exotischen Anhängseldenken) in der deutschen Literatur zugebilligt und gegeben.
Er schrieb Essays über E. T. A. Hoffmann, Joseph Roth, Henrik Ibsen, Italo Svevo, Robert Musil, Hermann Hesse und Jorge Luis Borges. Der literarische Durchbruch gelang Magris 1986 mit seinem bislang bekanntesten Werk, Danubio (Donau), einer literarischen Reise entlang des Flusses von der Quelle bis zur Mündung, in deren Vordergrund die multikulturelle Vergangenheit des Donauraumes steht. Seine Vision eines von Stacheldraht und Mauer freien und ungeteilten Mitteleuropas, die er in diesem Werk entwarf, wurde nur wenige Jahre nach dieser Veröffentlichung Realität. Diese oft falsch verstandene (Wieder-)Entdeckung Mitteleuropas bzw. der Donaumonarchie und die mehrfache zukünftige Brisanz seiner orakelhaft aufgegriffenen Themen hat ihm die Bezeichnung „Kolumbus von Triest“ gebracht.
Ähnlich der Realität gewordenen Osteuropa-Vision Magris’ wurde sein schon 1963 zum „habsburgischen Mythos“ erfühltes bzw. diagnostiziertes habsburgisch-bürokratisches Wesen viel diskutiert und 2011 wissenschaftlich-statistisch nachgewiesen. Dabei verwandelt sich der „habsburgische Mythos“ zum Habsburgereffekt. Dieser bezeichnet kurz zusammengefasst, dass ehemalige Institutionen noch nach mehreren Generationen durch kulturelle Normen fortwirken, insbesondere dass Menschen, die auf ehemaligem habsburgischem Gebiet leben, messbar mehr Vertrauen in lokale Gerichte und Polizei haben und wahrscheinlich weniger Bestechungsgelder für öffentliche Dienste zahlen. Claudio Magris hat das Fortwirken des „habsburgischen Mythos“ in den Machtstrukturen des heutigen Europas gezeigt.
In seinem Werk Verfahren eingestellt von 2015 rekonstruiert Magris die nach 1945 verdrängten Verbrechen und die Geschichte der Stadt Triest von den Habsburgern bis zur deutschen Besatzung. Seine Spurensuche nach Lüge und Wahrheit, Schlussstrich und Wiederaufnahme des Verfahrens führt ihn über Europa hinaus, angefangen von Italien und Deutschland über Prag und Russland bis hin zu Amerika, Bolivien und Paraguay.
Magris ist Mitglied vieler europäischer Akademien und war von 1994 bis 1996 für die italienischen Linken Senator im italienischen Senat. 1987 wurde er mit einem Antonio-Feltrinelli-Preis ausgezeichnet.
Zunehmend warnt er vor der Gegenwart des Krieges und betätigt sich als paneuropäischer Friedensstifter im Sinne Kants. Er sieht sich selbst als einen der letzten Triestiner Kaffeehausliteraten, deren Tradition aussterben wird – dies jedoch nicht lähmend wehmütig, sondern als Chance für Neues.

## Werke
- Il mito absburgico nella letteratura austriaca moderna. 1963, Neuausgabe 1996.
  - dt. Der habsburgische Mythos in der modernen österreichischen Literatur. Übers. Madeleine von Pásztory. Müller, Salzburg 1966; nach der ital. Neuausgabe bearbeitet: Zsolnay, Wien 2000, ISBN 3-552-04961-4.
  - frz. Le Mythe et l’Empire dans la littérature autrichienne moderne. Übers. Jean u. Marie-Noelle Pastureau. Gallimard, Paris 1991, ISBN 2-07-078043-0.
- Lontano da dove. Joseph Roth e la tradizione ebraico-orientale. Einaudi, Turin 1971; 3. Aufl. 1982, ISBN 88-06-00952-4.
  - dt. Weit von wo. Verlorene Welt des Ostjudentums. Übers. Jutta Prasse. Europa, Wien 1974, ISBN 3-203-50490-1.
- L’altra ragione: Tre saggi su Hoffmann. 1978
  - dt. Die andere Vernunft: E. T. A. Hoffmann. Übersetzt von Paul Walcher und Petra Braun. Hain, Königstein/Ts. 1980.
- (mit Angelo Ara): Trieste: un’identità di frontiera. 1983
  - dt. Triest: eine literarische Hauptstadt in Mitteleuropa. Übersetzt von Ragni Maria Gschwend. Hanser, München 1987; Zsolnay, Wien 1999, ISBN 3-552-04950-9; dtv 2005, ISBN 3-423-34175-0.
- Illazioni su una sciabola. 1984.
  - dt. Mutmaßungen über einen Säbel. Erzählung. Übersetzt von Ragni Maria Gschwend. Hanser, München 1986, ISBN 3-446-14518-4.
- L’anello di Clarisse. 1984.
  - dt. Der Ring der Clarisse: großer Stil und Nihilismus in der modernen Literatur. Übersetzt von Christine Wolter. Suhrkamp, Frankfurt am Main 1987, ISBN 3-518-04433-8.
- Danubio 1986 (dt. Donau. Biographie eines Flusses. Übersetzt von Heinz-Georg Held. Hanser, München 1988, ISBN 3-446-14970-8; dtv 2007, ISBN 978-3-423-34418-0)
- Un altro mare. 1991.
  - dt. Ein anderes Meer. Übers. Karin Krieger. Hanser, München 1992, ISBN 3-446-16591-6.
- Quattro vite bizzarre. 1995.
  - dt. Vier seltsame Leben. Übersetzt von Ragni Maria Gschwend. AER, Bozen 1995, ISBN 88-86557-20-5.
- Danubio e Post-Danubio. 1995.
  - dt. Donau und Post-Donau. Übersetzt von Ragni Maria Gschwend. AER, Bozen 1995, ISBN 88-86557-19-1.
- Microcosmi. 1997.
  - dt. Die Welt en gros und en détail. Übersetzt von Ragni Maria Gschwend. Hanser, München 1999, ISBN 3-446-19492-4; dtv 2004, ISBN 3-423-13177-2.
- La mostra. 2001.
  - dt. Die Ausstellung. Übersetzt von Hanno Helbling. Hanser, München 2004, ISBN 3-446-20543-8.
- Utopia e disincanto. 1999.
  - dt. Utopie und Entzauberung. Geschichte, Hoffnungen und Illusionen der Moderne. Übersetzt von Ragni Maria Gschwend, Karin Krieger u. a. Hanser, München 2002, ISBN 3-446-20216-1.
- Alla cieca, 2005.
  - dt. Blindlings. Roman. Übersetzt von Ragni Maria Gschwend. Hanser, München 2007, ISBN 978-3-446-20825-4.
- L’infinito viaggiare. 2005.
  - dt. Ein Nilpferd in Lund. Reisebilder. Übersetzt von Karin Krieger. Hanser, München 2009, ISBN 978-3-446-23086-6.
- Das Alphabet der Welt: Von Büchern und Menschen. Übersetzung von Ragni Maria Gschwend. Hanser, München 2011, ISBN 978-3-446-23759-9.
- Non luogo a procedere. Grazanti, Mailand 2015, ISBN 978-88-11-68917-1.
  - dt.: Verfahren eingestellt. Roman. Übersetzt von Ragni Maria Gschwend. Hanser, München 2017, ISBN 978-3-446-25466-4.
- Roman und Moderne. Der schwindelerregende Wandel und der Triumph der Prosa der Welt. In: Lettre International 116 (Frühjahr 2017), S. 27–30. ISSN 0945-5167
- Tempo curvo a Krems. 2019.
  - Gekrümmte Zeit in Krems. Erzählungen. Übersetzt von Anna Leube. Hanser, München 2022, ISBN 978-3-446-27277-4.

## Hörfunk
- Die Welt en gros und en detail – Gespräch mit Ludger Bült, Ursendung: 15. März 2001, MDR Kultur

## Auszeichnungen

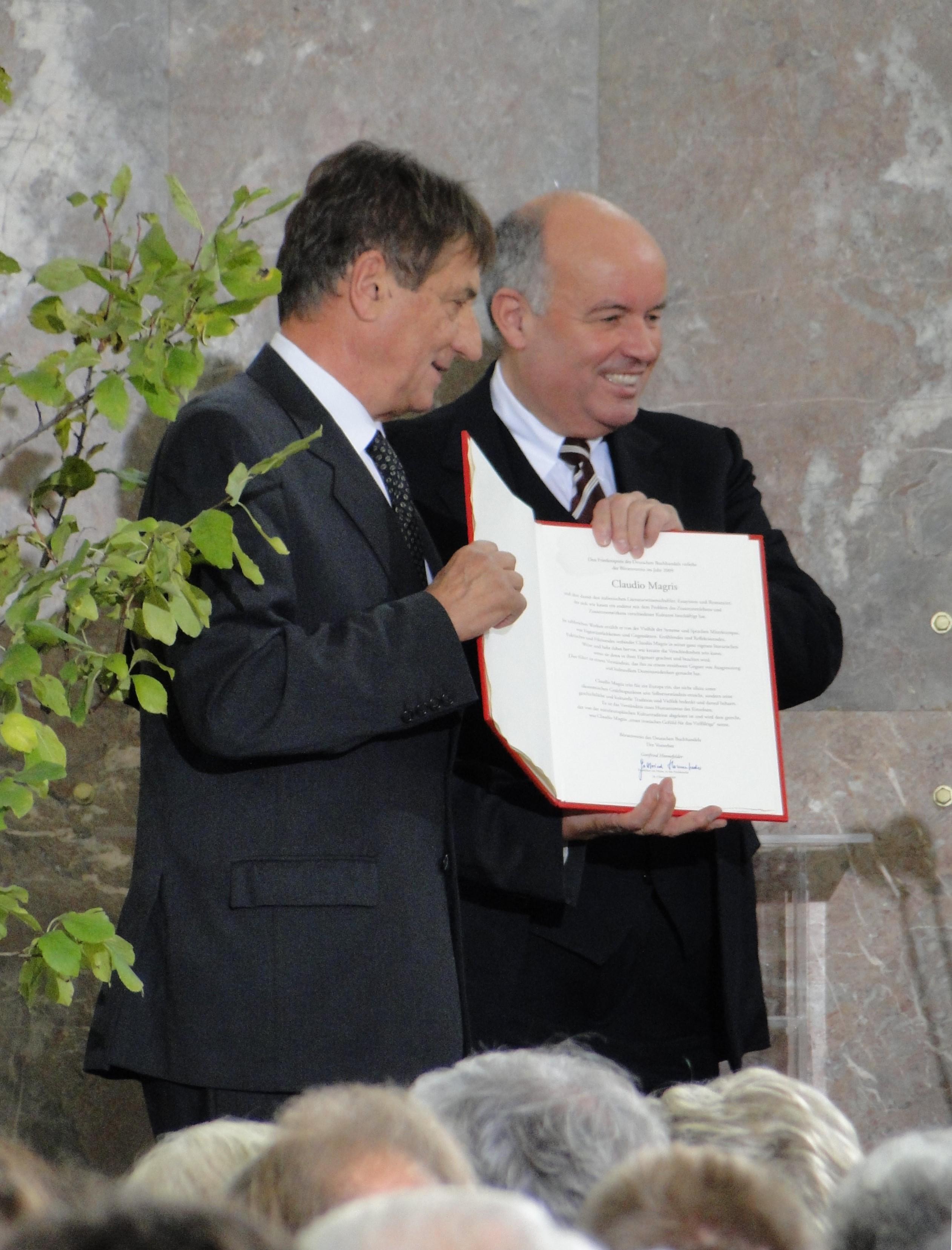
Friedenspreis des Deutschen Buchhandels 2009

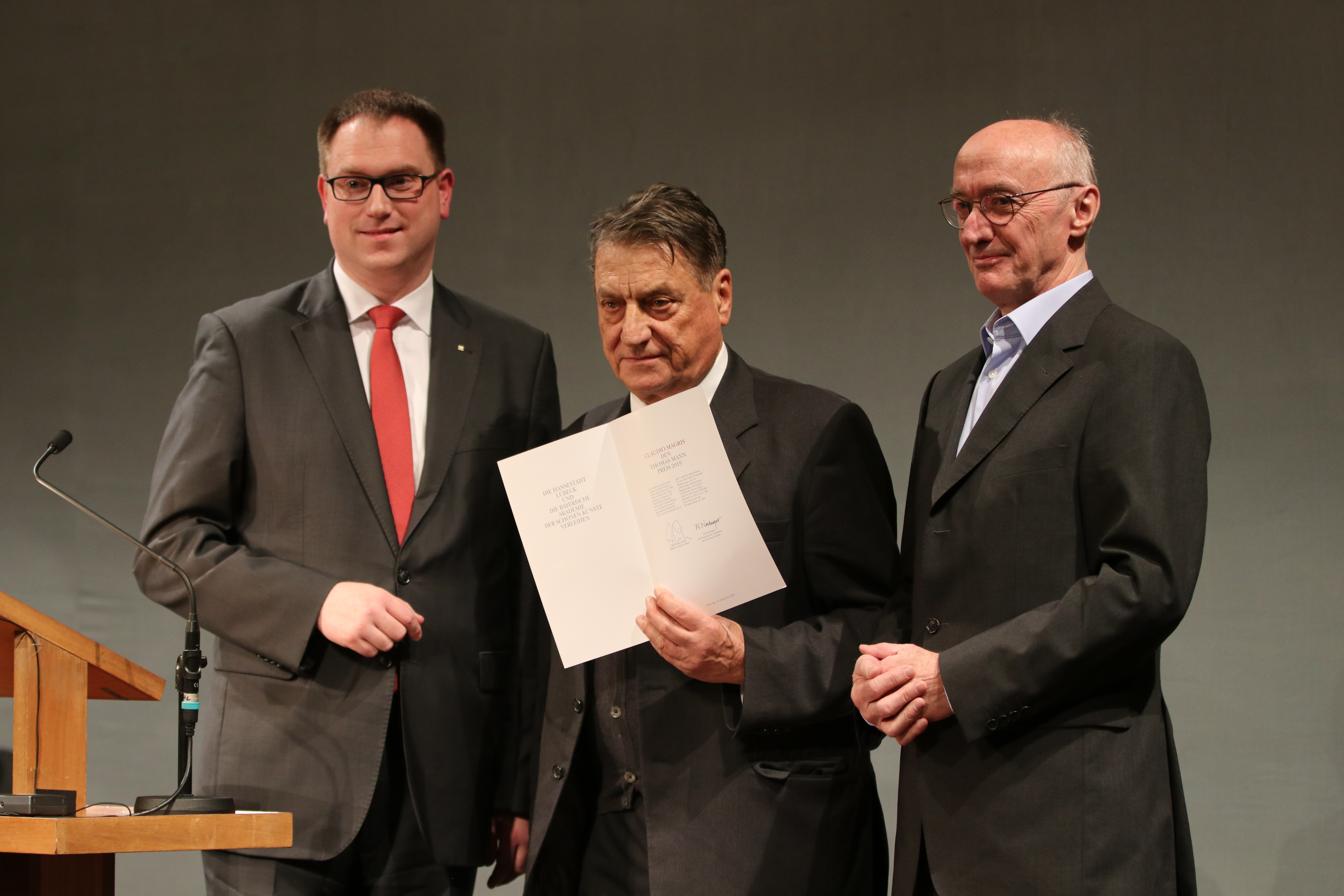
Thomas-Mann-Preis 2019

- 1980: Österreichisches Ehrenkreuz für Wissenschaft und Kunst I. Klasse
- 1980: Goethe-Medaille
- 1989: Mitglied der Academia Europaea[10]
- 1992: Humboldt-Forschungspreis der Alexander von Humboldt-Stiftung[1]
- 1994: Ehrenmedaille in Gold der Stadt Wien
- 1995: Ehrendoktor der Universität Klagenfurt
- 1997: Premio Strega, für Microcosmi
- 2000: Würth-Preis für Europäische Literatur
- 2001: Verdienstorden der Italienischen Republik
- 2001: Erasmus-Preis
- 2001: Leipziger Buchpreis zur Europäischen Verständigung (Hauptpreis)
- 2004: Prinz-von-Asturien-Preis für Literatur
- 2005: Österreichischer Staatspreis für Europäische Literatur
- 2007: Kythera-Preis
- 2008: Walter-Hallstein-Preis
- 2009: Friedenspreis des Deutschen Buchhandels[11]
- 2009: Prix européen de l’essai Charles Veillon, für sein Lebenswerk.
- 2012: Österreichisches Ehrenzeichen für Wissenschaft und Kunst
- 2012: Verdienstorden der Bundesrepublik Deutschland
- 2014: Ehrendoktor der Universität Murcia, Spanien.
- 2014: FIL-Preis
- 2014: Orden Pour le Mérite[12]
- 2015: Großes Bundesverdienstkreuz mit Stern der Bundesrepublik Deutschland[13]
- 2016: Franz-Kafka-Literaturpreis
- 2017: Ehrendoktor der Freien Universität Berlin
- 2018: Ehrendoktor der Universität Regensburg[14]
- 2019: Thomas-Mann-Preis